# East Indian Railway
| East Indian Railway                                | East Indian Railway                       |
| -------------------------------------------------- | ----------------------------------------- |
| Streckennetz der East Indian Railway im Jahre 1863 |                                           |
| Streckenlänge:                                     | 1905: 3157 km 1918: 4466 km 1937: 6786 km |
| Spurweite:                                         | 1676 mm (Kolonialspur)                    |
|                                                    |                                           |

Die East Indian Railway, abgekürzt EIR, war eine Eisenbahngesellschaft, die von 1845 bis 1952 im Osten Indiens tätig war.

## Geschichte
Die East Indian Railway Company wurde am 1. Juni 1845 in London gegründet. Sie war eine private Gesellschaft mit Hauptsitz in Großbritannien. Mit dem Bau wurde 1851 begonnen und die Eröffnung der ersten Teilstrecke erfolgte am 15. August 1854. Sie ging von Haora nordwestlich zu dem fruchtbaren Gangestal und stellte insbesondere auch die Verbindung mit dem reichsten Kohlenfeld Indiens bei Karharbari her. Ausgehend von Kalkutta wurde in Richtung Delhi gebaut, das 1864 erreicht wurde.

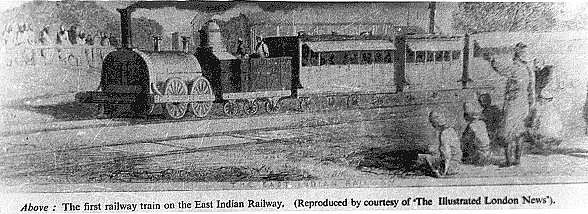
Der erste Zug der East Indian Railway, 1854.

1870 wurden die Netze der EIR und der Great Indian Peninsula Railway verbunden und man konnte erstmals ohne Umsteigen von Bombay nach Kalkutta fahren. Am 1. Januar 1880 wurde das Schienennetz der EIR vom Staat übernommen, aber weiter von der EIR betrieben. 1925 wurde die bisher unabhängige Oudh and Rohilkhand Railway übernommen und gleichzeitig die Gesellschaft komplett verstaatlicht. Am 14. April 1952 wurde sie schließlich in das Netz der Indian Railways integriert. Der nördliche Teil kam zur Northern Railway, der südliche Teil bildete zusammen mit der bisherigen Bengal Nagpur Railway die Eastern Railway.

## Fahrzeuge

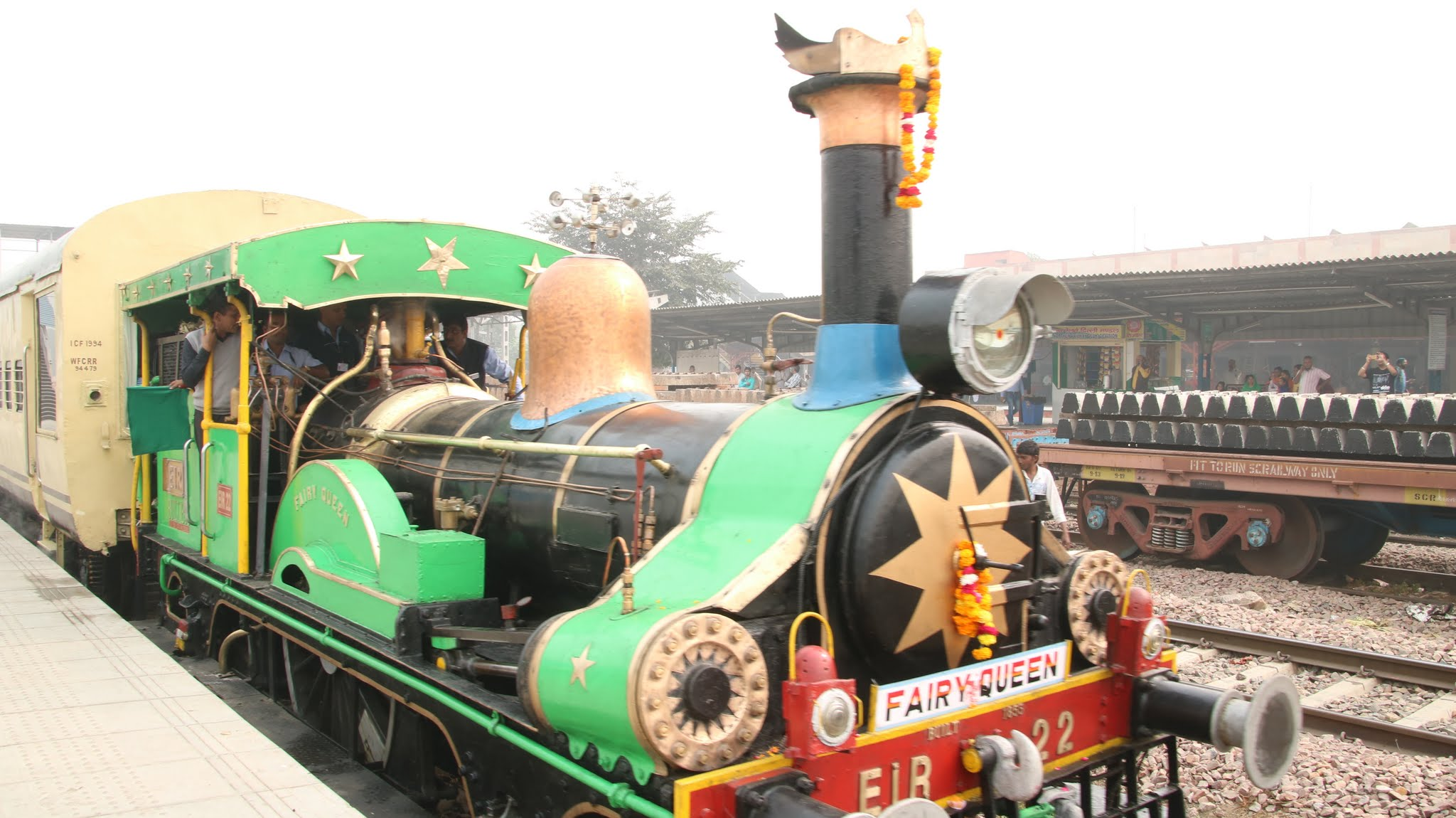
Die erhalten gebliebene Lokomotive Nummer 22 Fairy Queen

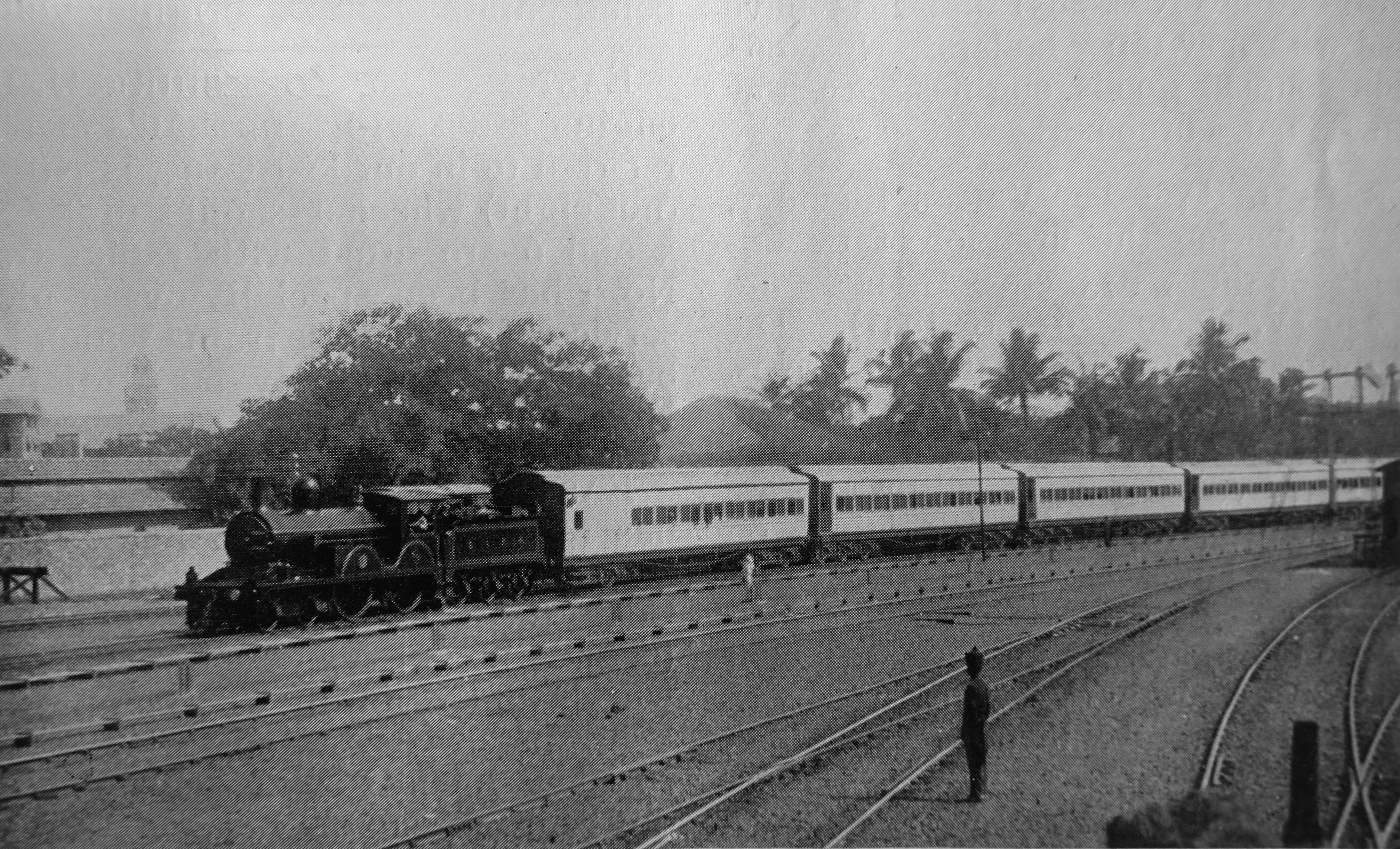
Hofzug der EIR für den Vizekönig von Indien am 30. April 1904 bei der Einfahrt in den Victoria Terminus in Bombay

Anfangs mussten alle Lokomotiven und Wagen mit Segelschiffen von Großbritannien nach Indien transportiert werden. 1859 hatte die EIR bereits 77 Dampflokomotiven, 228 Personenwagen und 848 Güterwagen.
Bis Ende 1877 wuchs der Bestand auf 507 Lokomotiven, 982 Personenwagen und 6701 Güterwagen. 1900 waren es fast 14 000 Güterwagen, 1905 bereits über 17 000.
1876 baute die EIR einen Salonwagen  anlässlich des Besuchs von Eduard (VII.), Prince of Wales, in Indien 1877. Es ist der älteste bekannte Salonwagen für die Breitspur auf dem Netz des Subkontinents.
Aufgrund eines sehr langen Streiks von 1897 bis Frühjahr 1898 in der britischen metallverarbeitenden Industrie waren die Lieferzeiten für britische Dampflokomotiven damals sehr lang. 1900 entschloss sich die EIR daher, 50 Güterzuglokomotiven der Baureihe CA bei Hanomag in Hannover bauen zu lassen. Die Gesellschaft war mit den Maschinen sehr zufrieden, sodass in der Folgezeit sowohl Hanomag als auch weitere deutsche Lokomotivhersteller Aufträge von verschiedenen indischen Eisenbahngesellschaften bekamen.
Ab 1907 kamen auch fünf Dampftriebwagen zum Einsatz.
1936 war die EIR im Besitz von 1594 Dampflokomotiven, 3 Dampftriebwagen, 1504 Personen- und über 50 000 Güterwagen.

## Klassifizierung
Die EIR wurde nach der von der indischen Regierung 1926 eingeführten Indian Railway Classification als Eisenbahn der Klasse I eingestuft. Gemessen am Nettojahresumsatz war die EIR 1927 mit 86.881.000 Rupien (damals rund 30.000.000 USD) die größte Eisenbahngesellschaft in Indien.

## Galerie

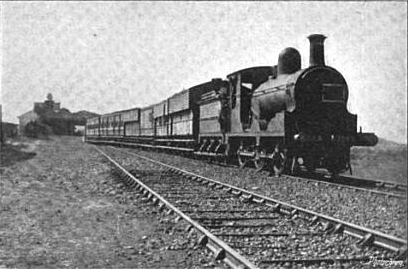
East Indian Railway Mail, 1906
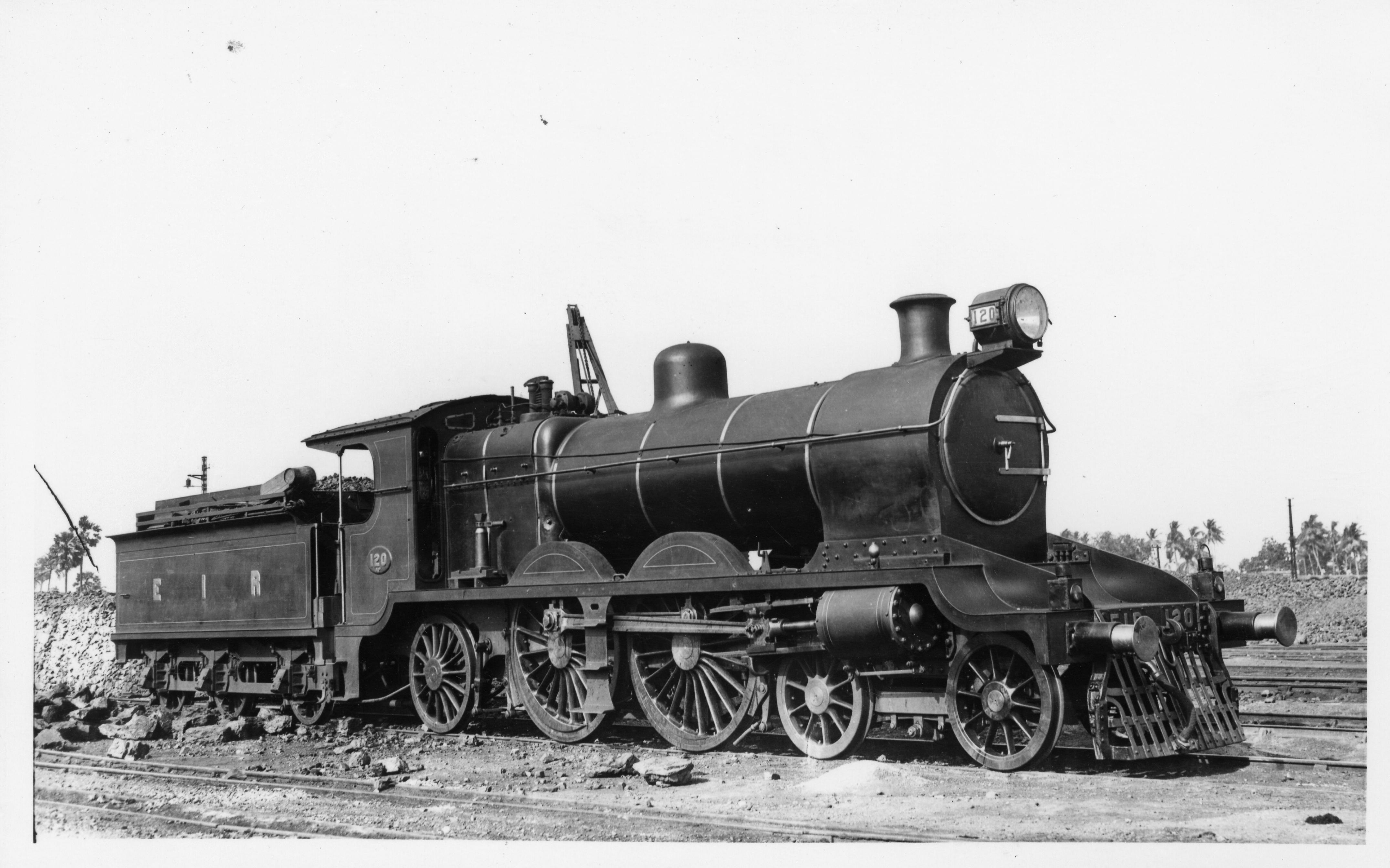
Lokomotive der Baureihe AP, 1907
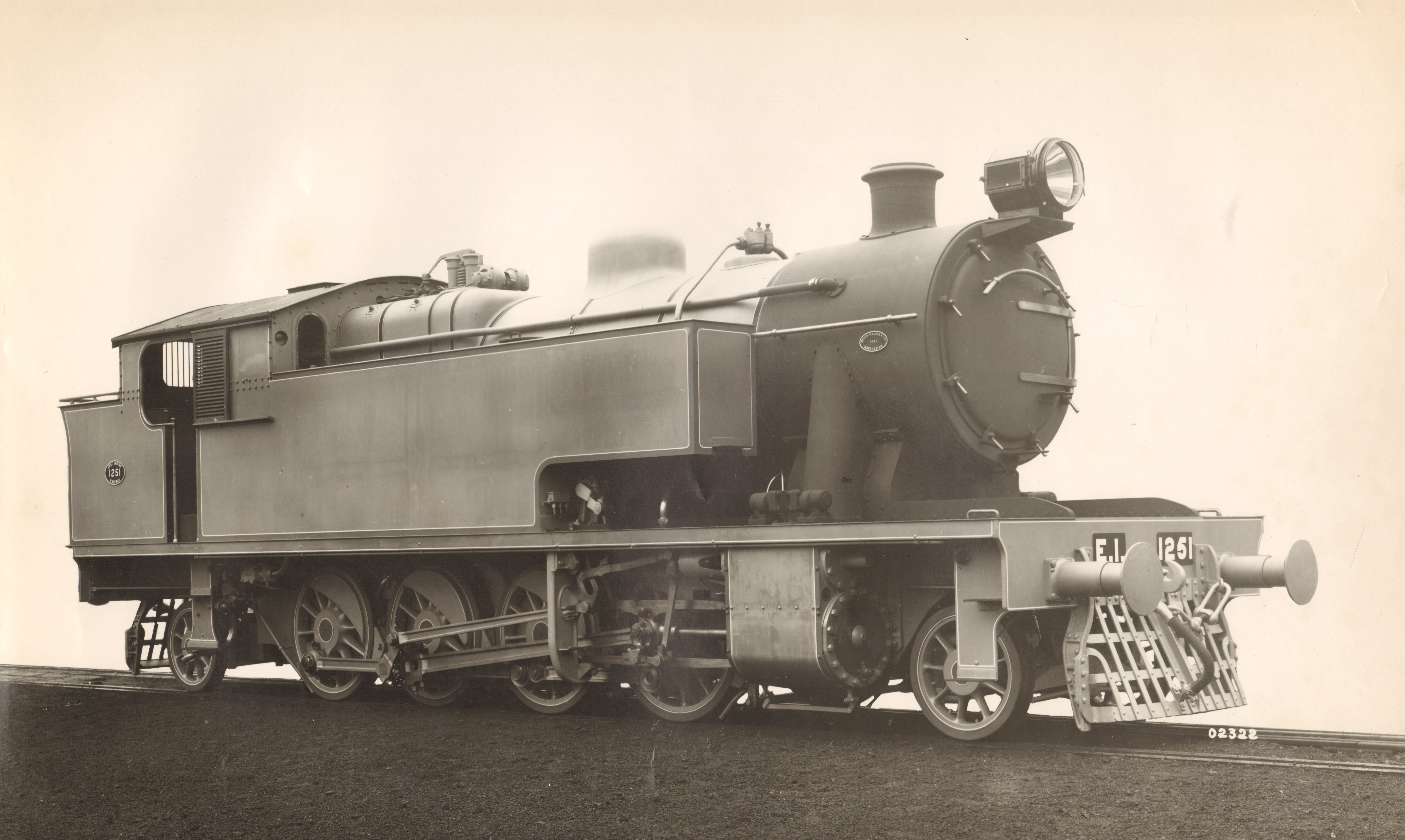
Lokomotive der Baureihe HT, 1924